# Christian August Semler
Christian August Semler (* 13. Juli 1767 in Weißenfels; † 18. Dezember 1825 in Dresden) war ein gelehrter Schriftsteller.

## Leben
Christian August Semler besuchte von 1781 bis 1786 die Landesschule Pforta und studierte danach Theologie an der Universität Leipzig. Danach war er kurz Lehrer am Pädagogium in Halle, ging dann nach Dresden und wurde nach einer kurzen Zeit als Hauslehrer ab 1800 als Sekretär an der Königlichen Öffentlichen Bibliothek in Dresden angestellt. Hier betrieb er Studien zur Kulturgeschichte und sächsischen Landesgeschichte und veröffentlichte die Ergebnisse in Zeitschriften und Büchern.

## Werke
- Versuch über die regelmäßigen Gärten. 1794
- Untersuchungen über die höchste Vollkommenheit in den Werken der Landschaftsmalerey. 1800
- Ideen zu einer Gartenlogik. 1803
- Ideen zu allegorischen Zimmerverzierungen. 1806
- Versuch über die combinatorische Methode, ein Beytrag zur angewandten Logik und allgemeinen Methodik. 1811